# Noroeste (Vietnã)
O Noroeste ou Tay Bac é uma das 8 regiões do Vietname. As regiões do Vietnã não possuem fins administrativos apenas econômicos e estatísticos.

## Províncias
- Dien Bien
- Hoa Binh
- Lai Chau
- Son La